# Clube Desportivo Travadores
O Clube Desportivo Travadores foi fundado em 1928 por um grupo de jovens com idades entre 15 e 19 anos, na cidade de Praia, na Ilha de Santiago, é reconhecido como um dos clubes desportivos mais antigos do país. O atual presidente é Armindo Oliveira, e o treinador é Tazinho. Possui uma identidade semelhante ao Benfica.

## História
Na sua trajetória, é registrado que a data oficial de fundação do Clube Desportivo Travadores foi 15 de outubro de 1930, marcando o início de um clube que, ao longo dos anos, empreendeu consideráveis esforços na educação desportiva e cívica, assim como no desenvolvimento cívico, mental e social dos jovens.
Inicialmente, a equipa usava camisolas brancas e calções pretos, jogando a maioria descalços. Posteriormente, adotaram camisolas com riscas verticais vermelhas e brancas e calções brancos. A influência de um benfiquista português levou à mudança para camisolas vermelhas e calções brancos, semelhantes ao Sport Lisboa e Benfica, com as iniciais C.D.T. e S.L.B. diferenciando-os.
O primeiro estatuto foi publicado em 25 de maio de 1939 (Alvará nº 3). Ao longo do tempo, o estatuto foi ajustado para se alinhar com inovações na prática desportiva, uma preocupação que persiste nas atividades atuais.
Em 11 de agosto de 1987, o Clube recebeu o Estatuto de "Instituição de Utilidade Pública" pela Portaria nº 18/87.
Antes da Independência, o clube ampliou sua presença além da Capital, conquistando dois títulos de Campeão de Cabo Verde nas temporadas 1971/1972 e 1973/1974. O 50º aniversário foi celebrado em 1980.
Após a Independência, o clube conquistou dois títulos nacionais em 1993/1994 e 1995/1996, além de quatro títulos regionais de Santiago Sul. Internacionalmente, participou em competições da Confederação Africana de Futebol (CAF) desde 1993, incluindo a Taça de África de Clubes Campeões em 1994/1995 e a Liga dos Campeões de África em 1997.
Ao longo de mais de oito décadas, notáveis jogadores cabo-verdianos vestiram a camisola do clube, contribuindo para sua história. O Clube Desportivo Travadores, um dos mais antigos de Cabo Verde, mantém uma sólida base de adeptos na Capital, incluindo a claque organizada "Os Índios".
O último registro de participação no campeonato nacional foi em 2003, e o clube celebrou seu 75º aniversário em 2005.
Desde setembro de 2014, a Direção presidida por Armindo Oliveira procura revitalizar o clube, melhorando seu desempenho desportivo e dedicando atenção especial aos atletas, treinadores e associados, com o apoio da sede social e dos compromissos do novo projeto desportivo. Recentemente, Travadores encerrou a temporada de 2017 na sétima posição por dois anos consecutivos.

## Estádio

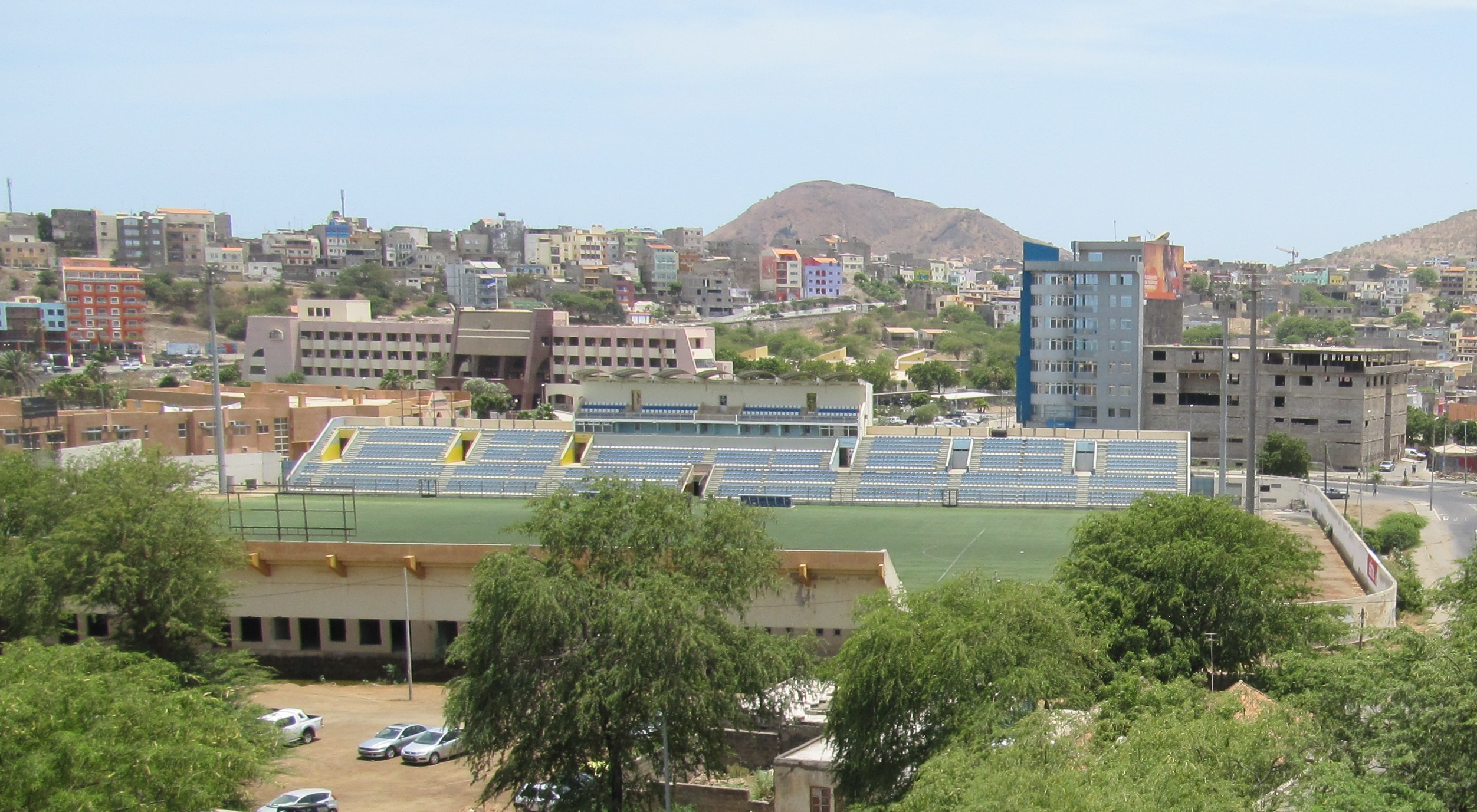
Estádio da Várzea

O clube joga no Estádio da Várzea.  Outros clubes populares a jogar no estádio são o Sporting, Boavista FC, Académica da Praia, Vitória, Desportivo e recentemente o outro afiliado de SL Benfica Benfica da Praia.
O clube treina no estádio e Campo de Sucupira justamente ao norte do estádio.

## Uniformes
As cores do equipamento principal são o vermelho por jogos casas e preto com meia vermelho por jogos visitadores ou alternativas.

## Rivalidades
O Travadores tem como principais rivais  o Sporting Praia (CD Travadores x Sporting Clube da Praia) e Desportivo da Praia.

## Títulos
- Títulos de nacional:
  - Campeonato Cabo-verdiano de Futebol: 4

1972, 1974, 1994, 1996

Taça de Cabo Verde :1
2022
- Títulos de insular:
  - Campeonato Regionais: 8
    - Campeonato Insular do Santiago: 7

1959/60, 1965/66, 1967/68, 1971/72, 1973/74, 1993/94, 1995/96
- -     - Campeonato Insular do Santiago (Sul): 1

2002/03
- - Taça da Praia: 1

2013

## Histórias da liga e Taças

### Palmarés
| Escalão | Nº Presenças | Títulos | Melhor Classificação |
| I       | 6            | 1       | Campeão              |
| II      | 50           | 5       | 1a                   |

### Jogos africanos
| Ano  | Competição                          | Rodado       | Clube                        | Casa | Visitador      |
| ---- | ----------------------------------- | ------------ | ---------------------------- | ---- | -------------- |
| 1993 | Taça de CAF de 1995                 | 1a rodada    | Air Mauritanie de Nouakchott | 0-0  | 0-0 (5-6 pen.) |
| 1995 | African Cup of Champions Clubs 1993 | Preliminário | Real de Banjul               | 0-0  | 1-0            |
| 1997 | Liga dos Campeões da África de 1997 | Preliminário | USM Alger                    | 1-3  | 6-1            |

### Classificações

#### Era colonial (ou provincial)
| Ano  | Finais | Finais | Clube               |
| Ano  | 1      | 2      | Clube               |
| ---- | ------ | ------ | ------------------- |
| 1960 | Perdeu | Perdeu | CS Mindelense       |
| 1966 | Perdeu | Perdeu | CS Mindelense?      |
| 1972 | 2–2    | 1–0    | Académica (Mindelo) |

#### Nacionais (fase grupo)
| Temporada | Div | Pos | Pts   | J | V | E | D | G.M. | G.S. | Diff. |
| 2000      | 1A  | 4   | 1 pts | 2 | 0 | 1 | 1 | 2    | 3    | -1    |
| 2003      | 1B  | 2   | 7 pts | 4 | 2 | 1 | 1 | 7    | 4    | +3    |

#### Regionais
| Temporada | Div | Pos | Pts    | J  | V  | E | D  | G.M. | G.S. | Diff. |
| 2007-08   | 2   | 4   | 28 pts | 18 | 8  | 4 | 6  | 23   | 19   | +4    |
| 2008-09   | 2   | 8   | 13 pts | 18 | 2  | 7 | 9  | 10   | 26   | -16   |
| 2010-11   | 2   | 8   | 20 pts | 18 | 5  | 5 | 8  | 14   | 33   | -19   |
| 2011-12   | 2   | 6   | 24 pts | 18 | 7  | 3 | 8  | 21   | 21   | 0     |
| 2012-13   | 2   | 8   | 18 pts | 18 | 4  | 6 | 8  | 19   | 21   | -2    |
| 2013-14   | 2   | 2   | 43 pts | 18 | 13 | 4 | 1  | 37   | 10   | +27   |
| 2014-15   | 2   | 8   | 16 pts | 18 | 5  | 1 | 12 | 17   | 38   | -21   |
| 2015-16   | 2   | 7   | 28 pts | 22 | 7  | 7 | 8  | 26   | 31   | -5    |
| 2016-17   | 2   | 7   | 25 pts | 22 | 7  | 4 | 11 | 34   | 48   | -14   |

## Estatísticas
- Melhor posição: 1° Jornada (continental)
- Melhor posição na competições das taças: Ronda Preliminar (continental)
- Melhor pontos totais na temporada: 7 pontos (nacional)
- Golos totais na competições continental: 2 golos
- Jogos totais na competição continental: 6 
  - CAF Liga de Campeões: 4
  - Copa de Vencedores de África: 2

Outros:
- Apresentações na Taça de GAFT: Um, em 2018